# Peter Kraljič

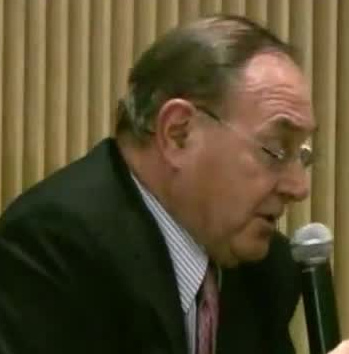
Peter Kraljič, 2010

Peter Kraljič (* 1. Juli 1939) ist ein slowenischer Unternehmensberater und ehemaliger Direktor von McKinsey & Company. Internationale Bekanntheit erlangte er als Urheber der nach ihm benannten Kraljič-Matrix zur strategischen Beschaffungsplanung.

## Leben
Kraljič studierte Metallurgie an der Universität Ljubljana. Anschließend wurde er zum Dr.-Ing. an der Technischen Universität Hannover promoviert. Ein späterer MBA führte ihn an die Wirtschaftshochschule INSEAD in Fontainebleau. Vor seinem Einstieg in die Beratung arbeitete er sechs Jahre in metallurgischer Forschung in Jugoslawien, Deutschland und Luxemburg. Im Jahr 1970 wechselte er zu McKinsey & Company. Dort stieg er 1977 zum Principal und 1982 zum Director auf. Von 1993 bis 1998 leitete er als Generaldirektor die McKinsey-Aktivitäten in Frankreich. Nach 32 Jahren schied er 2002 als Director Emeritus aus dem Unternehmen aus. Seit 1988 engagierte er sich an der IEDC-Bled School of Management, war deren erster Aufsichtsratspräsident und später Mentor im Executive-MBA-Programm. 2019 hielt er dort seine Abschiedsvorlesung und erhielt die Titel Honorary Professor sowie Doctor honoris causa. Kraljič ist Vater von fünf Kindern und hat mehrere Enkelkinder. Für seine Verdienste um die Ausbildung slowenischer Manager wurde er 2002 mit einem slowenischen Freiheitsorden ausgezeichnet.

## Wirken
Als McKinsey-Berater erkannte Kraljič in den 1970er-Jahren die Risiken von Lieferketten-Störungen bei einem Chemiekonzern und entwickelte daraufhin einen systematischen Beschaffungsansatz. Er analysierte dabei 70 bis 80 Warengruppen nach Marktrisiko und Unternehmensauswirkung und hielt die Ergebnisse zunächst aus Wettbewerbsgründen geheim. Seine Erkenntnisse veröffentlichte er im September 1983 in der Harvard Business Review unter dem Titel Purchasing Must Become Supply Management. Das darin vorgestellte Portfolio Purchasing Model, heute als Kraljič-Matrix bekannt, gilt als Standardwerkzeug der strategischen Beschaffung. Die Matrix ordnet Güter anhand von Lieferantenmarktrisiko und Wertbeitrag in vier Felder ein und leitet daraus differenzierte Einkaufsstrategien ab. Als Redner trat er bei Unternehmen, Denkfabriken wie Aspen und Foren wie Crans Montana auf. In späteren Jahren leitete er Projekte zur Förderung von Wirtschaftswachstum und Beschäftigung in Deutschland und Brasilien sowie Studien zur Attraktivität Mittel- und Osteuropas für Auslandsinvestitionen.